# Мамиту Даска
Мамиту Даска — эфиопская легкоатлетка, которая специализируется в беге на длинные дистанции. Серебряная призёрка Всеафриканских игр 2011 года в полумарафоне с результатом 1:10.52. Победительница 7-мильного пробега Falmouth Road Race 2009 года.

## Достижения
- 2009:  Берлинский марафон — 2:26.38
- 2010:  Дубайский марафон — 2:24.18
- 2011:  Хьюстонский марафон — 2:26.33
- 2011:  Франкфуртский марафон — 2:21.59
- 2012:  Франкфуртский марафон — 2:23.52
- 2013:  Хьюстонский полумарафон — 1:09.53
- 2016:  Франкфуртский марафон — 2:06.48